# Гарум
Гарум е ферментиран рибен сос, който се е използвал като подправка в кухните на Финикия, Древна Гърция, Древен Рим, Картаген и по-късно Византия. Апиций го нарича ликуамен. Сосът се използва в повечето рецепти от Древноримската култура, макар древните гърци да го използват от по-рано.
Също като съвременните рибни сосове и соеви сосове, гарум има силен вкус умами, поради наличието на глутамати.
Сосът се приготвя чрез ферментация на кръв и вътрешности от риби. Рибарите са сортирали улова си, така че производителите на сос да могат сами да избират необходимите съставки. Най-често се е приготвял от хамсии, тунци, скумрии, а понякога и от мекотели с ароматни треви. Процесът на ферментация се е извършвал в големи каменни вани, под действието на слънчевите лъчи в течение на 2-3 месеца. Прозрачната течност гарум се е образувала по повърхността на рибната субстанция. Към соса обикновено са се добавяли също оцет, сол, зехтин, черен пипер и вино. Понякога се е използвал и като лекарство, например при ухапване от куче или при диария.
Поради силната миризма, която се отделя при ферментацията му, гарум е бил забранен за приготвяне в градовете. Готовият сос е запечатван в малки глинени съдове и така е бива доставян из римските провинции. В някои райони той дори напълно е заменял солта. Един от най-големите центрове за търговия с гарум е бил град Ликсус.